# Rosa Martínez Rodríguez
María Rosa Martínez Rodríguez, née le 7 août 1975, est une femme politique espagnole membre de Equo.
Elle est élue députée de la circonscription de Biscaye lors des élections générales de décembre 2015.

## Biographie

### Études
Elle réalise ses études supérieures à l'université complutense de Madrid où elle obtient une licence en sciences politiques et administratives.

### Activités politiques
Elle adhère à Equo dès sa création en 2011. En juillet 2011, elle participe à la réunion du bureau chargé de coordonner le parti dans la province de Biscaye. Lors des élections basques de 2012, elle concourt comme tête de liste du parti dans la circonscription autonomique de Biscaye mais n'est pas élue au Parlement basque. Elle participe aux primaires citoyennes ouvertes devant permettre la désignation des candidats en vue des élections européennes de mai 2014. Quatrième femme la plus votée, elle est cependant investie en 22e position sur la liste de coalition du Printemps européen qui n'obtient qu'un seul élu. Quelques mois plus tard, en novembre suivant, elle est élue co-porte-parole du mouvement en tandem avec Juan López de Uralde par les militants,.
Elle se présente en tant qu'indépendante à la deuxième place sur la liste de Podemos dans la circonscription de Biscaye lors des élections générales de décembre 2015,. Elle est élue au Congrès des députés avec son collègue Eduardo Maura après que la liste a remporté deux des huit mandats en jeu dans la circonscription. Membre de la commission bicamérale chargée de l'Union européenne, elle est choisie comme porte-parole à la commission de l'Industrie, de l'Énergie et du Tourisme, et comme adjointe à la commission de l'Étude du changement climatique et à celle de l'Économie et de la Compétitivité. Réélue sur la liste de la coalition Unidos Podemos en juin 2016, elle devient porte-parole titulaire de la commission de l'Économie, de l'Industrie et de la Compétitivité mais siège comme simple membre à la commission du changement climatique et à celle de l'Énergie, du Tourisme et du Numérique. Elle démissionne de son mandat le 15 février 2019 pour devenir coordonnatrice d'Elkarrekin Podemos au Parlement basque,.